# Іжевський регіон Горьківської залізниці
Іже́вське відді́лення Го́рьківської залізни́ці — одне з 5 відділень Горьківської залізниці Російських залізниць. Здійснюється перевезення вантажів та пасажирів по приміським та міжміським маршрутам в Удмуртії, Пермському краї, Свердловській області, Татарстані та Башкортостані.
Створене в березні 1945 році згідно з наказом керівництва Казанської залізниці як відділення перевезення та паровозного господарства. В кінці 1946 року перетворене в Іжевське відділення Казанської залізниці.
Спочатку мало довжину 250 км, на півдні межею була станція Агриз, на півночі — станція Пібаньшур, на сході — закінчувалась у Воткінську. На 1996 рік відділення мало 80 станцій, 2 локомотивних та вагонне депо, 5 дистанцій шляху, підприємства зв'язку, будівництва, електропостачання, комунального господарства, культури. Кількість робітників відділення в 1994 році становила 19,8 тисяч осіб, протяжність шляхів — 1200 км. В 1990 році відділенням було відправлено 14,4 млн тонн вантажів, в 1994 році — 4,3 млн тонн. На 2010 рік довжина полотна становить 1091 км, відділення має 45 станцій.
Основу технічних засобів локомотивного парку в 1996 році складали електровози. На трасі відділення є чимало складних інженерних споруд, в їх числі двоколійний залізничний міст через річку Кама, віадук через ущелину 40-метрової глибини на Полухінському обході, багатокілометрові тунелі під гірськими хребтами в районі міста Красноуфимськ.
Керівництво — О. Є. Карпов (1945—1946), І. О. Новічков (1947—1951, 1953—1954), Ф. С. Боткін (1951—1952), Л. І. Корольков (1952—1953), П. М. Фомін (1954—1962), Г. І. Чернов (1962—1967), О. Т. Зінченко (1967—1976), Є. С. Вальков (1976—1979), В. С. Сівков (1979—1992), К. О. Роговець (1992-?), О. А. Лапшин (?-зараз).
Відділення має свій фірмовий швидкісний поїзд № 25/26 «Італмас» сполученням Іжевськ — Москва. До 1994 року замість нього був фірмовий поїзд «Удмуртія».